# محمد ياسر
محمد ياسر فوزي نور (مواليد 5 مايو 2001) هو لاعب كرة قدم مصري يلعب في مركز المهاجم الصريح في تيبليتسه التشيكي في إعارة من الأهلي.

## المسيرة

### الأهلي
بدأ ياسر مسيرته الاحترافية في يناير 2022 مع النادي الأهلي، عندما شارك لأول مرة في كأس الرابطة المصرية أمام المقاولون العرب.
في وقت لاحق من شهر فبراير، تم إرسال ياسر على سبيل الإعارة لمدة موسمين ونصف إلى فريق تيبليتسه التشيكي، إلى جانب زميله محمد مغربي.

### تيبليتسه
وجاء على سبيل الإعارة إلى تيبليتسه في الدوري التشيكي الممتاز عام 2022، بعد أن أقام الناديان تعاونا. وتم تمديد إعارته تدريجياً إلى عام 2023 ثم إلى عام 2024 ثم إلي عام 2025 . بدأ في الفريق B من تبليتسه. ظهر لأول مرة مع فريق تيبليتسه في الفوز 1–0 على أرضه ضد نادي هراتس كرالوفه في 2 أبريل 2024، عندما قدم لنفسه بطاقة حمراء. في 25 أبريل 2024، جذب انتباه وسائل الإعلام عندما وقف في حراسة المرمى في المباراة مع نادي ملادا بوليسلاف بعد طرد حارس المرمى توماس غريغار في الدقيقة 90.